# 気ままプラン
気ままプラン（きままプラン）は、FMとやまで毎週金曜日の13:30～17:00に放送されているラジオ番組。

## パーソナリティ

### 現在
- 廣川奈美子（1996年4月 - ）
- 三遊亭良楽（2020年6月19日 - 2022年3月、2024年10月 - ）

### 過去[1][2]
- 秋本和美（放送開始 - 1996年3月）
- 赤木あゆみ（1998年4月 - 2000年3月）
- 松原里佳（2000年8月 - 2005年3月）
- 上野紋（2005年4月 - 2005年9月, 2007年4月 - 2011年3月）
- 田島悠紀子（2005年10月 - 2007年3月）
- 吉本麻希子（2011年4月 - 2014年5月, 2015年11月 - 2017年2月17日）
- 船岡未沙希（2014年6月 - 2015年10月）
- 堀池真緒（2017年2月24日 - 2020年6月12日、2022年4月 - 2024年9月）

## 番組内容
2023年2月現在
- 13:30 - オープニング
- 13:47 - 美肌生活はじめましょう！（第4週）
- 14:10 - ほくぎんグッドニュース（第1・3週）, 日本酒、あんな話こんな話（第2週）, アルビスの美味しい話（第4週）
- 14:38 - あそんでとくしてインターネット!?
- 14:50 - JFNラジオショッピング
- 14:55 - 吉田麻也のチャレンジ＆カバー
- 15:10 - 明日を、そだテる。（第1週）, 車のソムリエ ハッピー＆ドリーム（第2・4週）
- 15:25 - ひまわりほーむの楽しく元気な家づくり
- 15:55 - JFNニュース
- 16:00 - 天気予報
- 16:10 - センティアテニスストーリー（第1・3週）

## 放送時間
出典:
- 放送開始 - 1995年3月 : 毎週金曜 16:00-17:15
- 1995年4月 - 1998年3月 : 毎週金曜 15:00-17:15
- 1998年4月 - 1999年3月 : 毎週金曜 13:00-17:15
- 1999年4月 - 2000年3月 : 毎週金曜 14:00-17:15
- 2000年4月 - 2010年3月 : 毎週金曜 13:00-17:00
- 2010年4月 -  : 毎週金曜 13:30-17:00[3]

## 備考
- FMとやまの番組との違いは、FMとやまの番組としては珍しい電話で投稿を受け付けているという点である。他局であるKNBラジオの生放送番組では毎日受け付けており、かつてはFMとやまではHITS ON THE RADIOなどの番組で電話リクエストを受け付けていたが、現在は減少傾向にあり、電話投稿を受け付けているのはこの番組のみである。